# Пранг
Пранг (кхм. ប្រាង្គ, тайск. พระปรางค์, лаосск. ລະເບີດອອກ) — высокий храм в виде башни. Тайским словом prang называют башни, построенные в период процветания Ангкора, однако и более современные башни, построенные в подобном стиле, также называются prang. Пранг является частью комплекса буддийского храма — ват.
В период с первой половины X века до конца XII века кхмерами были построены первые пранги на территории нынешнего Таиланда, например, пранги в Пхимае и Лопбури. Большое влияние на культуру кхмеров благодаря активной торговле с Индией оказала её культура. Это влияние можно заметить и в архитектурных постройках — пранг (на языке кхмеров «прасат») очень похож на башню-сикхару индийских храмов.
Первоначально храмы были построены в честь индуистских богов, прежде всего Шивы и Брахмы. Внутреннее святилище (целла) было довольно небольшого размера, поскольку религиозные ритуалы были доступны лишь небольшой группе избранных — в столице кхмеров к целле был допущен возможно только один человек. С другой стороны, техника кхмеров не позволяла строить большие просторные помещения. Доступ к целле осуществлялся через небольшую мандапу, обращённое обычно на восток здание перед входом в храм. Над кубичной целлой возвышалась центральная башня, построенная по образцу священной в буддийской космологии горы Меру, сначала в форме пирамиды с крутыми ступеньками, чьи линии начали смягчать со времён постройки комплекса Ангкор-Ват.
После заката Кхмерской империи таиландские архитекторы Сукхотхаи несколько изменили форму пранга, сделав его более высоким и узким. Отныне пранг строили из кирпичей вместо прежде использовавшегося песчаника; вход в целлу вёл лишь через лестницу (примеры подобных зданий — в ватах Пхра Си Раттана Маха Тхат в Пхитсанулоке и одноимённом вате в Си Сатчаналай). В более поздних постройках существует лишь небольшой намёк на целлу; вход в храм сооружён в виде ниши, в которой расположена статуя Будды, ранее занимавшее центральное место внутри храма. Для симметрии подобные ниши повторяются на всех четырёх сторонах. Вершина башни украшена трезубцем (trisula) — оружием бога Индры.
Современный пранг представляет собой здание, напоминающее по форме кукурузный початок, архитектура которого лишь слегка напоминает первоначальные пранги кхмеров. Лучший пример — Ват Арун, символ Бангкока.